# Дьемоз
Дьемо (фр. Diémoz) — коммуна во Франции, находится в регионе Рона — Альпы. Департамент коммуны — Изер. Входит в состав кантона Ла-Верпийер. Округ коммуны — Вьенн.
Код INSEE коммуны — 38144. Население коммуны на 2012 год составляло 2664 человека. Населённый пункт находится на высоте от 287 до 423 метров над уровнем моря. Муниципалитет расположен на расстоянии около 420 км юго-восточнее Парижа, 28 км юго-восточнее Лиона, 70 км северо-западнее Гренобля. Мэр коммуны — M. Christian Rey, мандат действует на протяжении 2014—2020 гг.
Динамика населения (INSEE):

## Города-побратимы
- Кастельнуово-Бельбо, Италия (1970)